# 1951 في الكويت
تحتوي هذه المقالة على أهم الأحداث التي شهدتها الكويت في 1951، إضافة إلى أهم الشخصيات الكويت التي وُلدت أو تُوفيت في هذه السنة.

## أحداث
- 27 يونيو – افتتاح الولايات المتحدة لأول قنصلية لها في الكويت. وافتتحت القنصلية للعموم في 15 أكتوبر، وكان إينوك دنكان قنصل الولايات المتحدة في الكويت.[1] العلاقات الدبلوماسية
- صدور أول نظام للرسوم الجمركية في الكويت.[2]

### تأسيسات
- 14 فبراير – تأسيس إذاعة دولة الكويت
- 12 مايو – الانطلاقة الأولى للبث الرسمي لإذاعة دولة الكويت.[3][4]
- بدأ بث تلفزيون الكويت وكان مملوكًا لتاجر من تجار الكويت واشترته الحكومة وبدأ بثه الرسمي في 15 نوفمبر 1961
- تأسيس شركة النظاراتي حسن

## مواليد
- جزاء الحربي
- سعاد حسين
- 17 يونيو – سلوى صباح الأحمد الجابر الصباح – الابنة الوحيدة لأمير دولة الكويت الخامس عشر الشيخ صباح الأحمد الجابر الصباح من زوجته الشيخة فتوح السلمان الحمود الصباح.[5] أصيبت بمرض السرطان مما جعلها تترك الكويت لفترة سنة ونصف قبل وفاتها، فسكنت في لندن لتلقي العلاج. توفيت في 21 يونيو 2002 في أحد مستشفيات لندن ونُقل جثمانها إلى الكويت ودفنت في مقبرة الصليبيخات في اليوم التالي.[6]
- عيسى الجساس
- مبارك الفيصل السعود الصباح
- محمد الصقر
- مرزوق الحبيني
- نايف جابر الأحمد الصباح
- وليد الخطيب